# هارتس‌توهارتس
هارتس‌توهارتس (انگلیسی: Hearts2Hearts; کره‌ای: 하츠투하츠; لاتین‌نویسی اصلاح‌شده: HacheutuHacheu) گروه دخترانه اهل کره جنوبی تشکیل شده توسط اس‌ام انترتینمنت است. این گروه متشکل از هشت عضو است: کارمن، جی‌وو، یوها، استلا، جو اون، اِی نا، ایان و یه اون. این گروه در ۲۴ فوریه ۲۰۲۵ با انتشار آلبوم چندآهنگهٔ The Chase و تک‌آهنگ آغازین با همین نام فعالیتش را آغاز خواهد کرد.

## اعضا
- کارمن (کره‌ای: 카르멘)[۱]
- جی‌وو (کره‌ای: 지우)[۱] – لیدر[۲]
- یوها (کره‌ای: 유하)[۱]
- استلا (کره‌ای: 스텔라)[۱]
- جو اون (کره‌ای: 주은)[۱]
- اِی نا (کره‌ای: 에이나)[۱]
- ایان (کره‌ای: 이안)[۱]
- یه اون (کره‌ای: 예온)[۱]

## ترانه‌شناسی

### آلبوم‌های چندآهنگه
| عنوان     | جزئیات |
| --------- | --- |
| The Chase | - انتشار: ۲۴ فوریه ۲۰۲۵ - ناشر: اس‌ام - فرمت: سی‌دی، دانلود دیجیتال، استریم فهرست قطعات 1. "The Chase" 2. "Butterflies" |

### تک‌آهنگ‌ها
| عنوان       | سال  | آلبوم     |
| ----------- | ---- | --------- |
| "The Chase" | ۲۰۲۵ | The Chase |